# Víctor Dávalos
Víctor Hugo Dávalos Aguirre (n. Villarrica, Paraguay; 3 de febrero de 1991) es un futbolista paraguayo. Juega de mediocampista y su equipo actual es el Independiente FBC de la División Intermedia.

## Trayectoria
Comenzó en las inferiores del Club Libertad. Debutó el 10 de febrero de 2011, en el partido que su equipo Libertad le ganó 2 a 1 al Sp. Luqueño por la segunda fecha del Torneo Apertura 2011. En el año 2012 fue cedido a préstamo por un año al Independiente CG (Par). En el 2013 jugó por el Sp. Luqueño.

## Clubes
| Club                | País     | Año           |
| ------------------- | -------- | ------------- |
| Libertad            | Paraguay | 2011          |
| Independiente CG    | Paraguay | 2012          |
| Sp. Luqueño         | Paraguay | 2013          |
| General Díaz        | Paraguay | 2014          |
| Libertad            | Paraguay | 2015          |
| Gral. Caballero     | Paraguay | 2016          |
| Nacional            | Paraguay | 2017 - 2019   |
| River Plate         | Paraguay | 2020-2021     |
| 12 de Octubre       | Paraguay | 2022          |
| Tacuary FBC         | Paraguay | 2023          |
| Sportivo Trinidense | Paraguay | 2024          |
| Independiente FBC   | Paraguay | 2025-presente |